# Phreatia scaphioglossa
Phreatia scaphioglossa är en orkidéart som beskrevs av Rudolf Schlechter. Phreatia scaphioglossa ingår i släktet Phreatia och familjen orkidéer. Inga underarter finns listade i Catalogue of Life.